# Rhantus yessoensis
Rhantus yessoensis är en skalbaggsart som beskrevs av Sharp 1891. Rhantus yessoensis ingår i släktet Rhantus och familjen dykare. Inga underarter finns listade i Catalogue of Life.